# Macroglossum palawana
Macroglossum palawana là một loài bướm đêm thuộc họ Sphingidae. Loài này có ở Philippines (Palawan).